# 雷诺·坎加斯迈基
雷诺·坎加斯迈基（芬蘭語：Reino Kangasmäki，1916年7月2日—2010年9月26日），芬兰男子摔跤运动员。他曾代表芬兰参加1948年夏季奥林匹克运动会摔跤比赛，获得男子古典式蝇量级铜牌。